# 液体クロマトグラフィー/質量分析

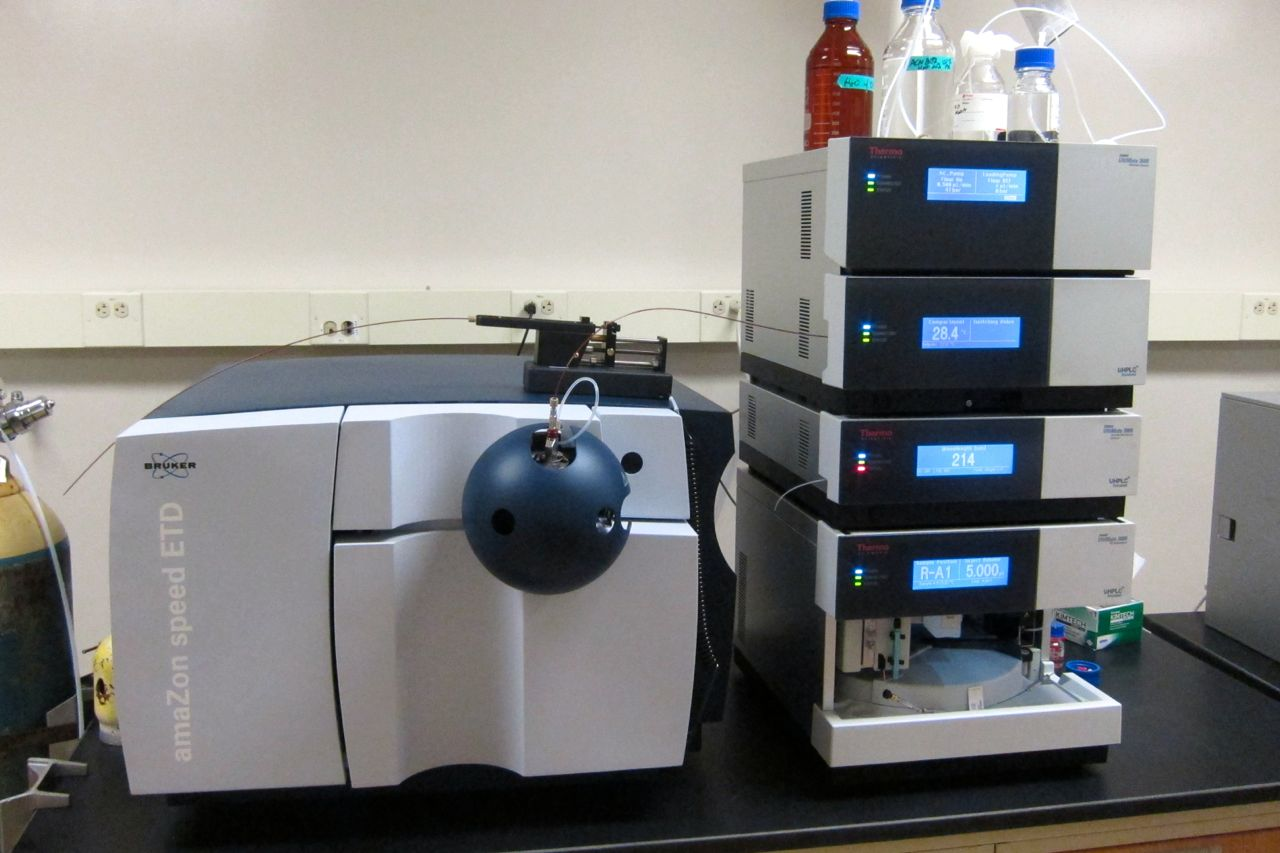
LC-MS装置の例

液体クロマトグラフィー–質量分析法（えきたいクロマトグラフィー-しつりょうぶんせきほう、英: Liquid Chromatography-Mass spectrometry、略称: LC/MS）とは、液体クロマトグラフ（LC）で分離した種々の成分を、質量分析（MS）部でイオン化させ、さらに質量電荷比（m/z）毎に分離して検出する分析方法である。

## 装置構成
LC/MSはクロマトグラフ (LC) または高速液体クロマトグラフィー (HPLC)、インターフェース部、質量分析計 (MS) から構成されている。

### クロマトグラフ
通常のクロマトグラフィーと同様の測定条件を用いることができる。しかしLC/MSではイオン化部で10−4 Torr以下の真空が必要となるMSと結合させるため、キャリア液体の流量をMSの排気量に応じて調整したり、カラムの長さや内径を制限する必要がある。

### インターフェース部
インターフェース部はLCとMSを結合する部分で溶離液と目的成分を大気圧化で分離してLC分離された試料を溶離液と共に霧状にする過程でイオン化を行い、電圧勾配を利用してイオン化した成分だけを真空下に導入するという手法が最もよく用いられる。システム内の真空度を一定に維持できなければならないので質量分析計における真空ポンプの排気容量は重要である。

### 質量分析計
分離された成分を四重極MSでイオン化して特定荷電粒子を選択する。 特定荷電粒子のみを衝突室コリジョンセル内でアルゴンガスに衝突させて荷電粒子を解離させて、解離させた荷電粒子を飛行時間質量分析計で検出する。 

## 特徴
- 特定の質量のみを選択して断片化することができるので夾雑物の影響を受けにくいので構造解析に有効[1]
- 共通の部分構造をもつ類縁化合物の中から選択的に抽出することが可能[1]